# Coccocarpiaceae
Coccocarpiaceae es una familia de hongos liquenizados en el orden Peltigerales (suborden Collematineae). Las especies de esta familia poseen una distribución amplia, incluyendo ecosistemas en regiones boreales y australes.